# Picón Bejes-Tresviso

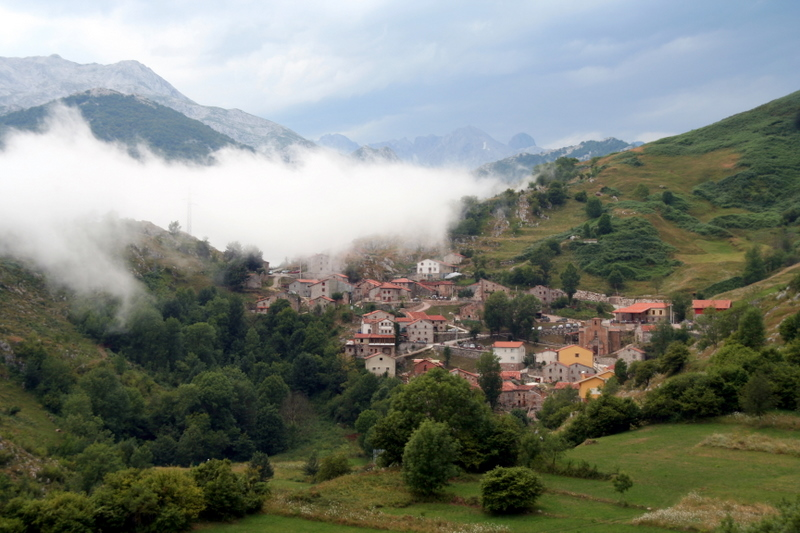
Vista de la localidad de Tresviso.

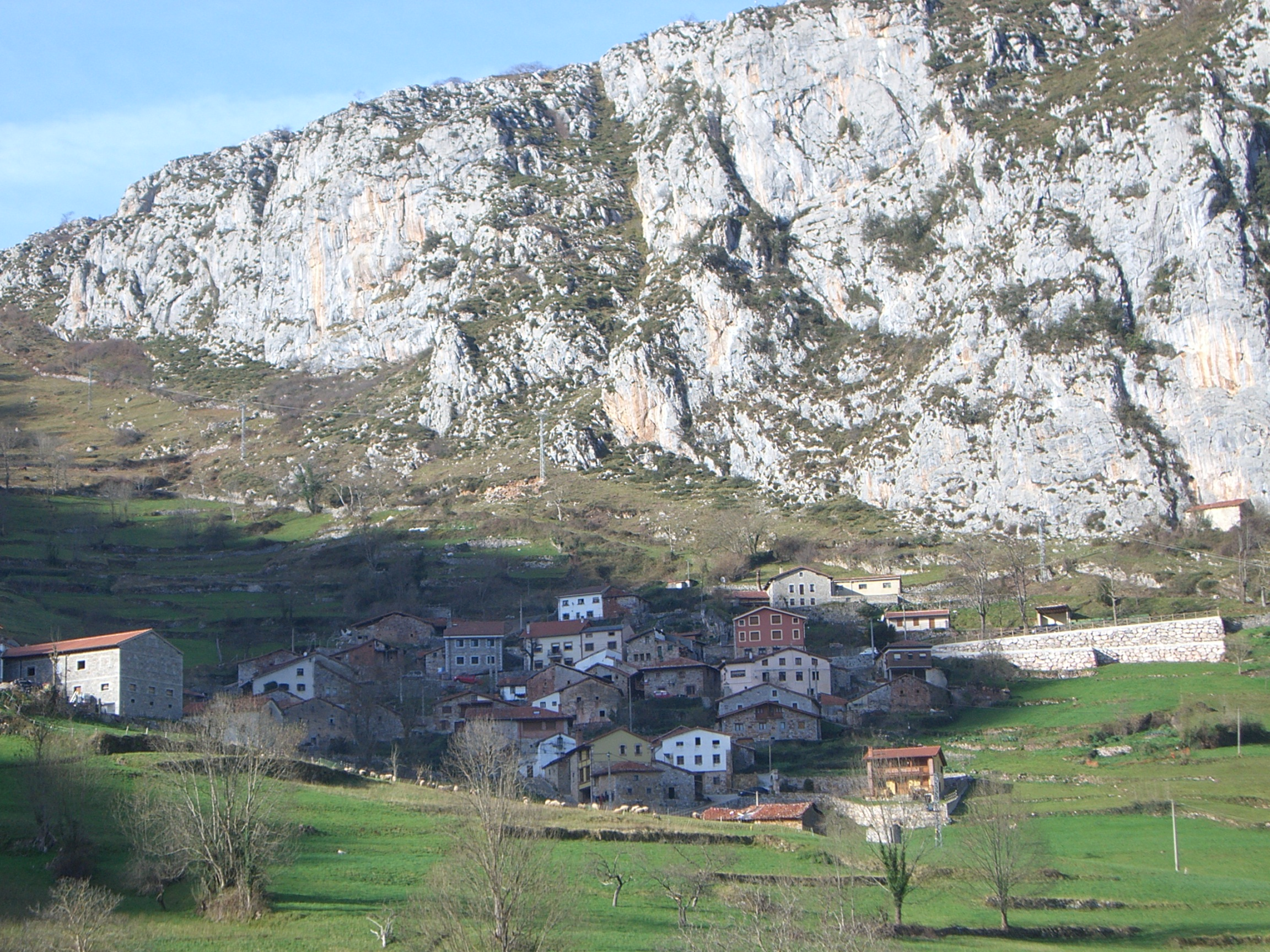
Vista de la localidad de Bejes.

El queso Picón Bejes-Tresviso conocido más popularmente como queso Picón es un queso azul español que se elabora en la comarca de Liébana, en Cantabria.

## Denominación de origen
Es un queso con denominación de origen protegida desde 1994. Tradicionalmente ha sido conocido como picón de Tresviso y queso picón de Bejes, hasta que su regulación unificó la denominación para todos los quesos que se producían en la zona y que comprende los siguientes municipios: Cabezón de Liébana, Camaleño, Cillorigo de Liébana, Peñarrubia, Pesaguero, Potes, Tresviso y Vega de Liébana. Las localidades de Tresviso y Bejes son las que tradicionalmente han acaparado la mayor parte de la producción y dan nombre al propio queso.
Este queso es similar a otros que se producen en diferentes zonas de los Picos de Europa como el queso de Cabrales (Asturias) o el queso de Valdeón (provincia de León). Todos ellos se curan de una forma similar en cuevas situadas en las montañas de los Picos de Europa.

## Descripción
Tiene forma de cilindro. Su altura es de 7 a 15 cm; su diámetro, de 15 a 20 cm; su peso, de 700-2800 g. La corteza es delgada, gris y con zonas amarillo verdosas. La pasta es untuosa, compacta y con ojos, de color blanco con zonas y vetas de color azul verdoso. Su sabor resulta levemente picante. Al igual que el resto de quesos azules, tiene en su pasta cultivos de Penicillium que proporcionan su color y sabor característico debido a los mohos.
Se elabora con leche de tanto de vaca, oveja y cabra de ahí que sea conocido por el sobrenombre de «Tres Leches». Se emplea leche de las siguientes especies y razas:
- Bovina: tudanca, pardo-alpina y frisona
- Ovina: lacha
- Caprina: pirenaica y Cabra de los Picos de Europa.

Este queso se comercializaba tradicionalmente envuelto en hojas de plátano (Acer pseudoplatanus), aunque debido a la regulación actualmente se comercializa envuelto en papel de aluminio dorado oro y con las leyendas "Picón Bejes Tresviso", con una etiqueta identificativa en la que debe aparecer su composición y el número de Registro Sanitario, los logotipos de la D.O.P. Picón Bejes Tresviso y un número correlativo a cada pieza que se fabrica.